# Grand Central Creative Campus
Pour les articles homonymes, voir Grand Central.
Grand Central Creative Campus ou G3C est le nom d'un projet immobilier tertiaire de la Walt Disney Company sur une ancienne friche industrielle de 60 ha de la ville de Glendale en Californie. Elle permet d'accueillir de nombreuses sociétés de Disney orientées sur la créativité et les nouvelles technologies. En 2011, le nom Grand Central Business Centre apparaît dans certains documents officiels.
À l'origine le site est celui d'un ancien aéroport transformé en zone industrielle et qui devrait devenir un campus d'entreprises à l'image des campus universitaires. Ce site est situé à un peu plus de 3 km des Walt Disney Studios de Burbank, à 15 km du siège social de Disney Store à Pasadena et à environ 55 km du parc de Disneyland, accessibles par autoroutes.

## Historique
L'histoire du site est intimement liée à celle de l'aviation en Californie. Mais depuis les années 1990, c'est l'animation et les nouvelles technologies dans le domaine de la créativité qui redonnent vie au site.

### Avant Disney
Le premier hangar privé pour avion de Californie a été construit sur la ville de Glendale en 1912. Rapidement plusieurs associations se sont formées et deux organisations se sont lancés dans l'aviation commerciale. Elles demandaient la construction d'un aéroport municipal afin de desservir San Francisco.
En décembre 1922, le conseil municipal autorisa la construction d'un aéroport sur un ancien ranch de 13,3 hectares situées le long d'une voie ferrée et près de la Los Angeles River.
Le 17 mars 1923, l'aéroport municipal de Glendale est inauguré avec un rodéo aérien comme cérémonie d'ouverture. La longueur de la piste de 365 m ne lui permettra pas de se développer. Plusieurs accidents, une ligne électrique au sud et un verger de pêche au nord décidèrent les autorités fédérales de refuser une activité aérienne commerciale depuis cette piste.
À la fin des années 1920, la ville de Los Angeles voulait se doter d'un important aéroport. Plusieurs sites furent étudiés dont l'actuel aéroport international de Los Angeles. 
En 1928, un ancien pilote convinquit plusieurs entrepreneurs et acheta l'aéroport de Glendale à la ville. Il acheta des terrains supplémentaires pour un total de 70,8 ha et prolongea la piste jusqu'à 1 160 m. Il fit construire une aérogare nommée Grand Central Air Terminal d'après les plans de l'architecte Henry L Gogerty mêlant les styles Spanish Colonial Revival et Art Déco. Le bâtiment ouvrit le 22 février 1929.
L'aéroport de Glendale fut le premier à offrir des vols entre la Californie du Sud et New York et trois mois après son ouverture il fut racheté par le groupe Curtiss Airport Corporation renommé plus tard Curtiss-Wright.
En 1931, l'aéroport installe une école de pilotes, mécaniciens et ingénieurs aéronautiques sur le site. Cette école installée dans le terminal était dirigée par le Major Moseley, cofondateur de Western Airlines.
| - Le Grand Central Air Terminal. - Tract publicitaire de 1933 présentant l'aéroport et son école. |

Durant la guerre une seconde piste est construite en fermant l'une des rues perpendiculaires à la première piste, la Sonora Avenue. Elle sera fermée en 1947.
En 1944, Moseley rachète l'aéroport et le rebaptise Grand Central Airport. Mais à la fin de la guerre seuls les petits avions sont autorisés à utiliser l'aéroport (devenant donc un aérodrome).
L'école, rebaptisée entre-temps Cal-Aero Technical Institue, ferma en 1957 suivie le 15 juillet 1959 par l'aérodrome.
La zone fut transformée en une zone industrielle légère avec des entrepôts et des petites usines.

### 1960-1995: Disney implante la « magie» à Glendale

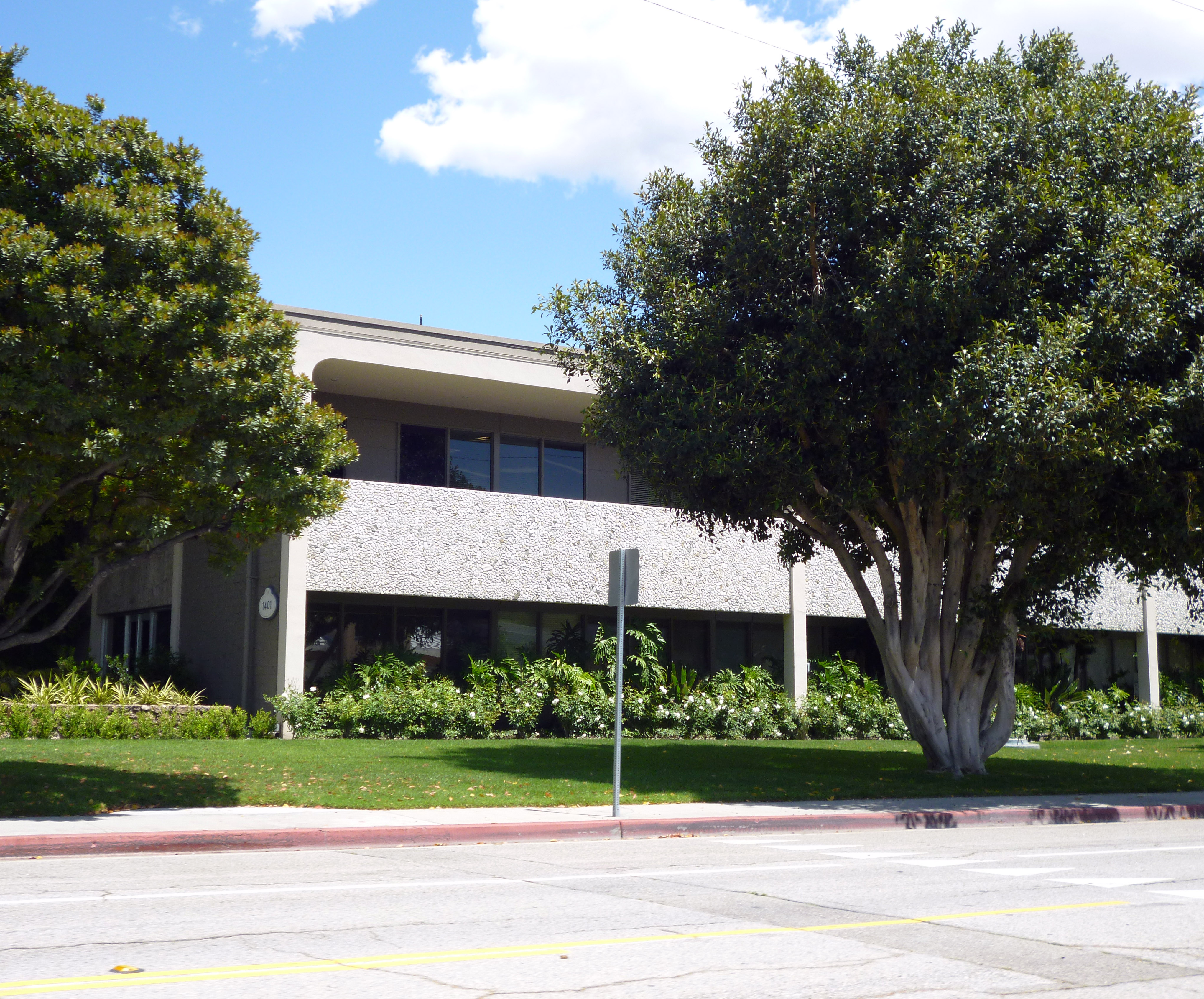
Le 1401 Flower Street siège de Walt Disney Imagineering depuis 1961.

En 1961, Walt Disney achète un terrain pour installer la division de conception et construction des parcs à thèmes, WED Entreprises renommée Walt Disney Imagineering (WDI) en 1984. Walt avait choisi ce site, le 1401 Flower Street pour sa proximité avec les Walt Disney Studios de Burbank accessibles par l'autoroute tout comme le parc de Disneyland.
En 1984, Walt Disney Feature Animation déménage de l'Animation Building de Burbank qu'elle occupait depuis 1942 pour ce qui est alors nommé Air Way Facility, d'immenses entrepôts sur Sorona Avenue à Glendale (futur DisneyToon Studios et Disney Television Animation).
En 1992, Disney annonce un projet de nouveau bâtiment à Burbank pour l'animation pour un prix de 600 millions d'USD et 240 000 pieds carrés (22 297 m2). L'animation qui avait déménagé en 1986 pour faire de la place aux autres services, était alors répartis sur 6 bâtiments principalement des hangars et des constructions modulaires.
En 1994, la production du film Pulp Fiction utilise le 1435 Flower Street, un bowling nommé Grand Central Bowl qui venait de fermer et attenant à Walt Disney Imagineering, comme décor pour le restaurant Jack Rabbit Slim's. Le fait que Miramax soit une filiale de Disney depuis 1993 serait à l'origine de ce choix de décor.
En 1995, l'animation retourne à Burbank dans le nouveau Feature Animation building, renommé Roy E. Disney Animation Building en 2010.

### Depuis 1999: le Grand Central Creative Campus
Entre 1996 et 1999 Disney se lance dans l'achat de plusieurs terrains à proximité des locaux de WDI pour une superficie totale de 50 ha et ce malgré une augmentation de 16 % des prix de l'immobilier. En 1997, Disney rachète le site de 125 acres (505 857 m2) du 1435 Flower Street.

En 1999 Disney construit de nouveaux studios pour la chaîne californienne KABC-TV afin de libérer les locaux occupés sur le site de Disney Prospect Studios en prévision de la rénovation de ces derniers. La chaîne s'installe en décembre 2000 dans ses nouveaux locaux. En septembre 1999, la presse annonce les projets de Disney pour le campus. Un important dossier est mis en ligne en octobre 2000 sur le site de la ville de Glendale.
En 2002 les studios de production de Walt Disney Television Animation emménagent dans un bâtiment au nord de la propriété sur Sonora Avenue, libéré en 1995 par Walt Disney Feature Animation.
Le 17 décembre 2004, Disney pose la première pierre de la première phase du complexe avec deux édifices totalisant 250 000 pieds carrés (23 226 m2) et devant être livrés pour décembre 2006.
Le 25 juillet 2008, Disney obtient l'accord pour la construction d'un centre pour les enfants de ses employés nommé Disney Day Care de 23 426 pieds carrés (2 176 m2) sur les lots 1300-1320-1326 Flower Street, juste en face de Walt Disney Imagineering, renommé Disney Chrildren's Center.
Le 12 mai 2010, la ville de Glendale autorise la progression du projet Grand Central Creative Campus de Disney avec la construction de 338 000 pieds carrés (31 401 m2) de locaux comprenant,, : un bâtiment principal de cinq étages avec une aile de quatre étages et un parking de six niveaux surmonté de panneaux solaires. Il accueille les bureaux de Disney Parks Global Marketing. Cet agrandissement est considéré comme la phase 2 du projet.
Le 12 février 2011, d'après un rapport de la ville de Gleandale, un projet pour rénover le hangar de 35 260 pieds carrés (3 276 m2) situé au 900 Grand Central Avenue afin d'héberger des locaux techniques de Walt Disney Imagineering alors sis à North Hollywood, est en cours de finalisation. Une extension de 20 765 pieds carrés (1 929 m2) est aussi prévue sur l'actuel parking du 932 Grand Central Avenue, l'édifice étant lui détruit pour  en faire un parking. Le 19 septembre 2012, Marvel Studios annonce qu'il quittera les Manhattan Beach Studios au printemps 2013 pour rejoindre le Grand Central Creative Campus.

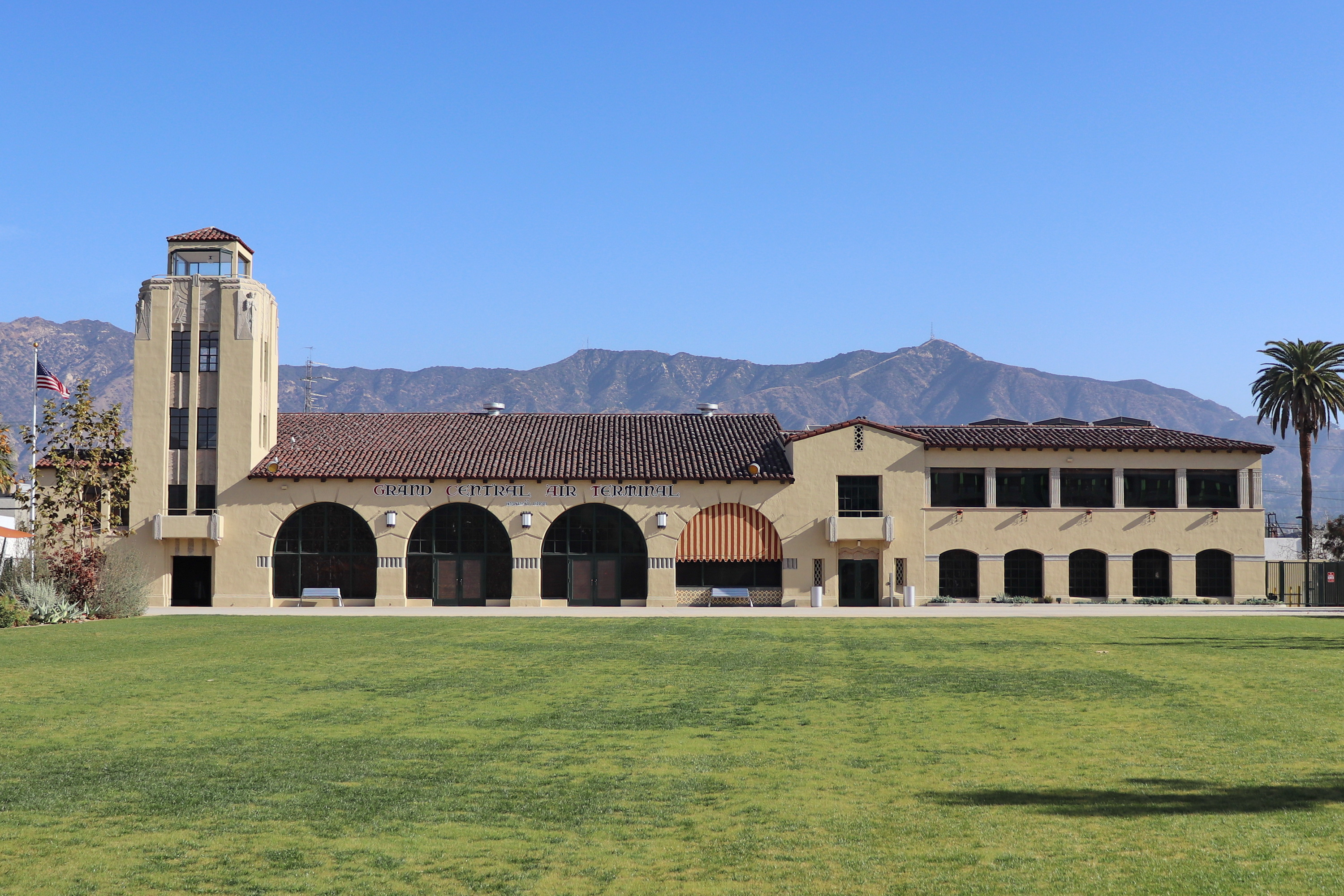
Le Grand Central Air Terminal après rénovation en 2018

Le 8 juin 2013, Disney obtient l'autorisation de rénover le Grand Central Air Terminal, un monument historique au sein du Grand Central Creative Campus à Glendale. Le 7 mai 2013, le studio Bento Box annonce s'installer au 5161 Lankershim Blvd, locaux précédemment utilisés par le Walt Disney Internet Group qui a déménagé au Grand Central Creative Campus. Disney Interactive occupe le 1200 Grand Central Avenue.
Le 16 janvier 2014, Disney demande à la ville une licence permanente de servir de l'alcool sur le campus au lieu de faire une demande d'autorisation à chaque événement, en moyenne 35 par an.

## Le campus créatif
Disney développe la zone pour la transformer en un campus avec pour débuter 23 225 m2 de bureaux et de autres espaces sur Flower Street devant ouvrir en 2007. Cette première partie du projet d'un budget de 30 millions de dollars s'est achevée en décembre 2006 et comprend deux bâtiments de trois étages, de 11 612 m2 chacun et d'architecture proche de celle du Team Disney Building situé non loin de là.
Les deux bâtiments sont situées juste au sud du siège de Walt Disney Imagineering (qui semble devoir être détruit et reconstruit dans le nouveau style architectural. Les deux bâtiments ont été construits selon un axe nord-sud et sont séparés par le prolongement de la Circle Seven Drive, une impasse menant aux studios d'ABC7. Les deux édifices se font face sur leur côté le plus court et arborent, en leur milieu sur cette façade, une tour de 4 étages rappelant celle du Grand Terminal.

### Entités de Disney présentes

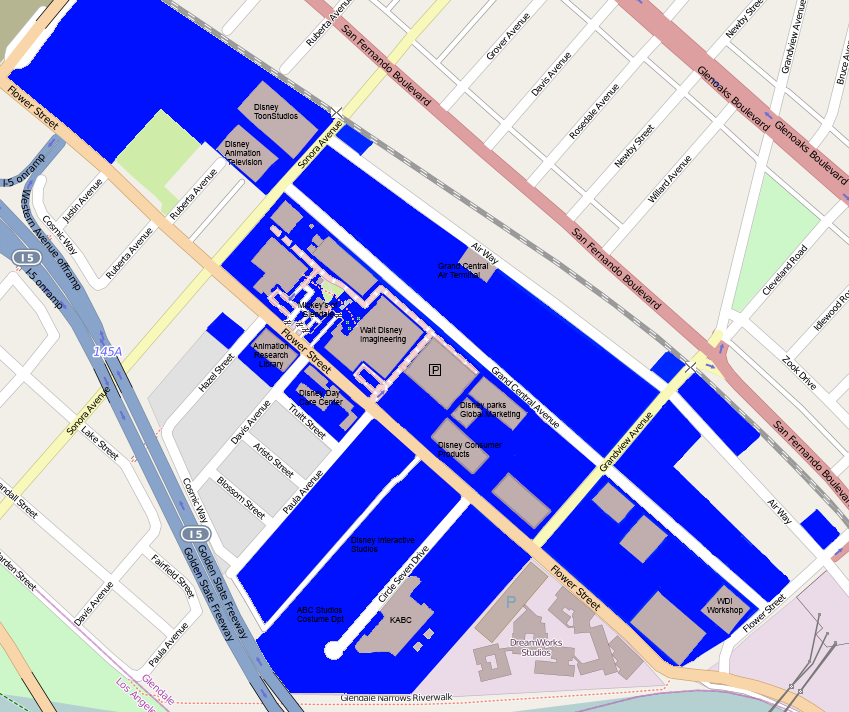
Plan du Grand Central Creative Campus.

Voici une liste non exhaustive des entités de Disney qui ont ou ont eu des locaux dans cette zone :
- KABC-TV au 500 Circle 7 Drive (34° 09′ 27″ N, 118° 17′ 17″ O)
- Disney Interactive Studios au 521 Circle Seven Drive
- Circle 7 Animation
- ABC Studios Costume Department au 545 Circle Seven Drive
- Marvel Animation au 623 Circle Seven Drive
- Disney Consumer Products au 1201 Flower Street
- Walt Disney Imagineering au 1245 Flower Street
  - Mickey's au Glendale, boutique réservée aux employées
  - WDI Workshop au 900 Grand Central Avenue
- Disney Day Care Center au 625 Paula Avenue (ou 1300 Flower Street) pour accueillir 200 enfants
- Disney Animation Research Library au 1402 Flower Street avec un local de 12 000 pieds carrés (1 114,84 m2)
- Disney Interactive Media Group au 1200 Grand Central Avenue
- Disney Parks Global Marketing au 1201 Grand Central Avenue
- DisneyToon Studios au 833 Sorona Avenue, 85 000 pieds carrés (7 897 m2) rénové en 2011 par le cabinet Lever Architecture pour accueillir 600 personnes[18]. Le site officiel de Lever mentionne un projet de transformation d'un édifice industriel aéronautique des années 1960 et son parking en un studio créatif comprenant deux cinémas, des studios d'enregistrements, un centre de fitness et une cafétéria[19]. L'extérieur a été conçu comme une rue bordée d'arbres et de salles extérieures convergeant vers l'entrée principale couverte, constituée d'une terrasse en bois de 12 000 pieds carrés (1 115 m2)[19]
- Disney Television Animation au 811 Sorona Avenue
- Marvel Studios

### Étendue du campus
Le site City-data.com recense plusieurs dizaines de terrains détenus par Disney ou ses filiales :
- sur Air Way, les lots 911, 915, 923, 927[20], 1021, 1045, 1096, 1111[21], 1224, 1230, 1304, 1310[22]
- sur Circle Seven Drive, les lots 500, 517, 521, 545, 601, 610, 622, 623[23]
- sur Flower Street les lots 777, 907, 1031, 1049, 1100, 1101, 1400, 1401[24], 1435[25], 1607, 1625[26] et 1733[27]
- sur Grand Central Avenue, les lots 900, 1011, 1014, 1024, 1025, 1048, 1049, 1139, 1201, 1209[28], 1225, 1311, 1325, 1329, 1400, 1405, 1425, 1432[29]
- sur Paula Avenue, les lots 500, 512, 600, 620, 625, 640[30]
- sur Sonora Avenue, les lots 800, 811, 830, 840[31]
- sur Western Avenue, le lot 808[32]

## Galerie

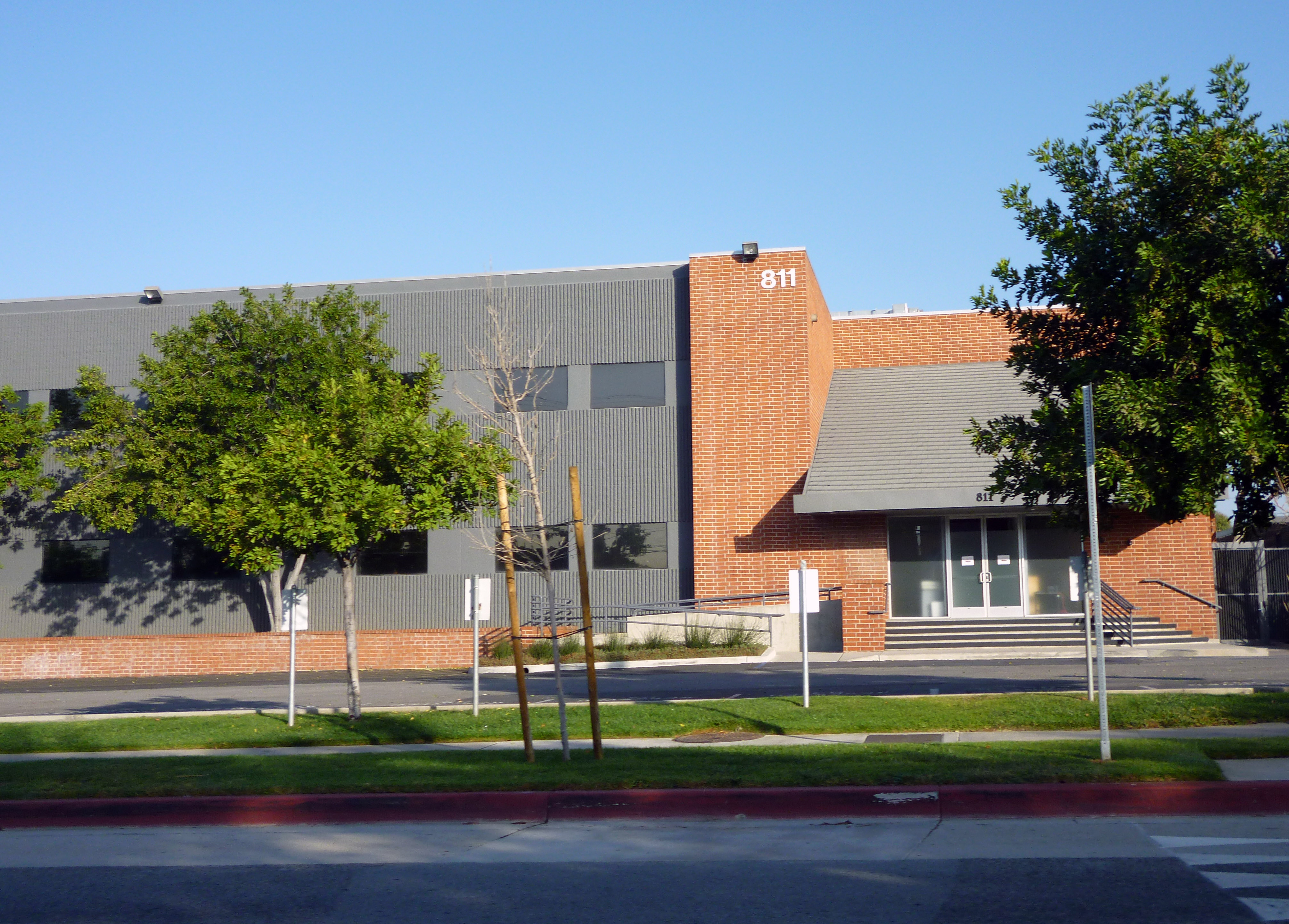
Le 811 Sonora Avenue studios de Disney Television Animation depuis 2002.
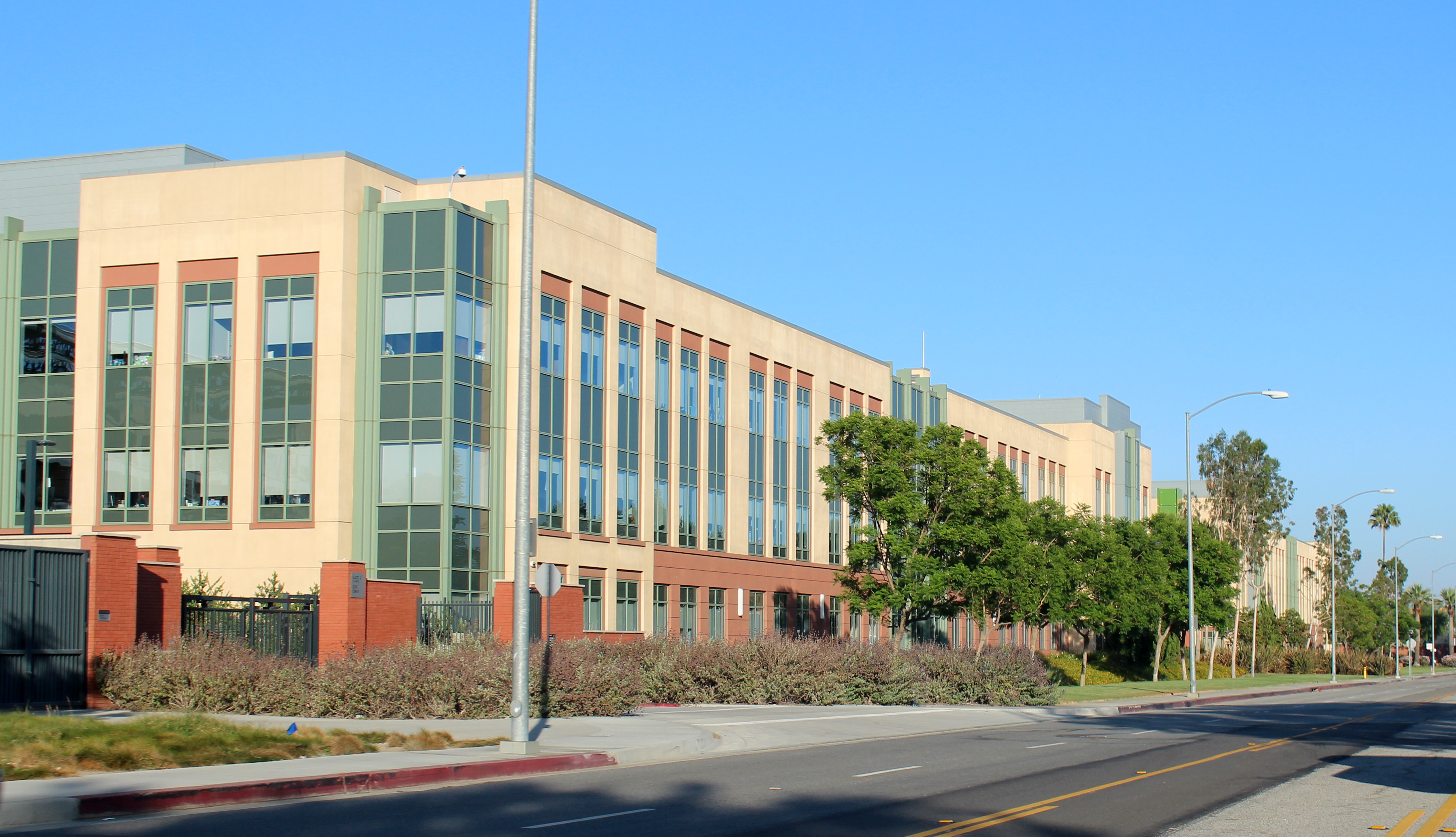
Le 1201 Flower Street siège de Disney Consumer Products ouvert fin 2006.
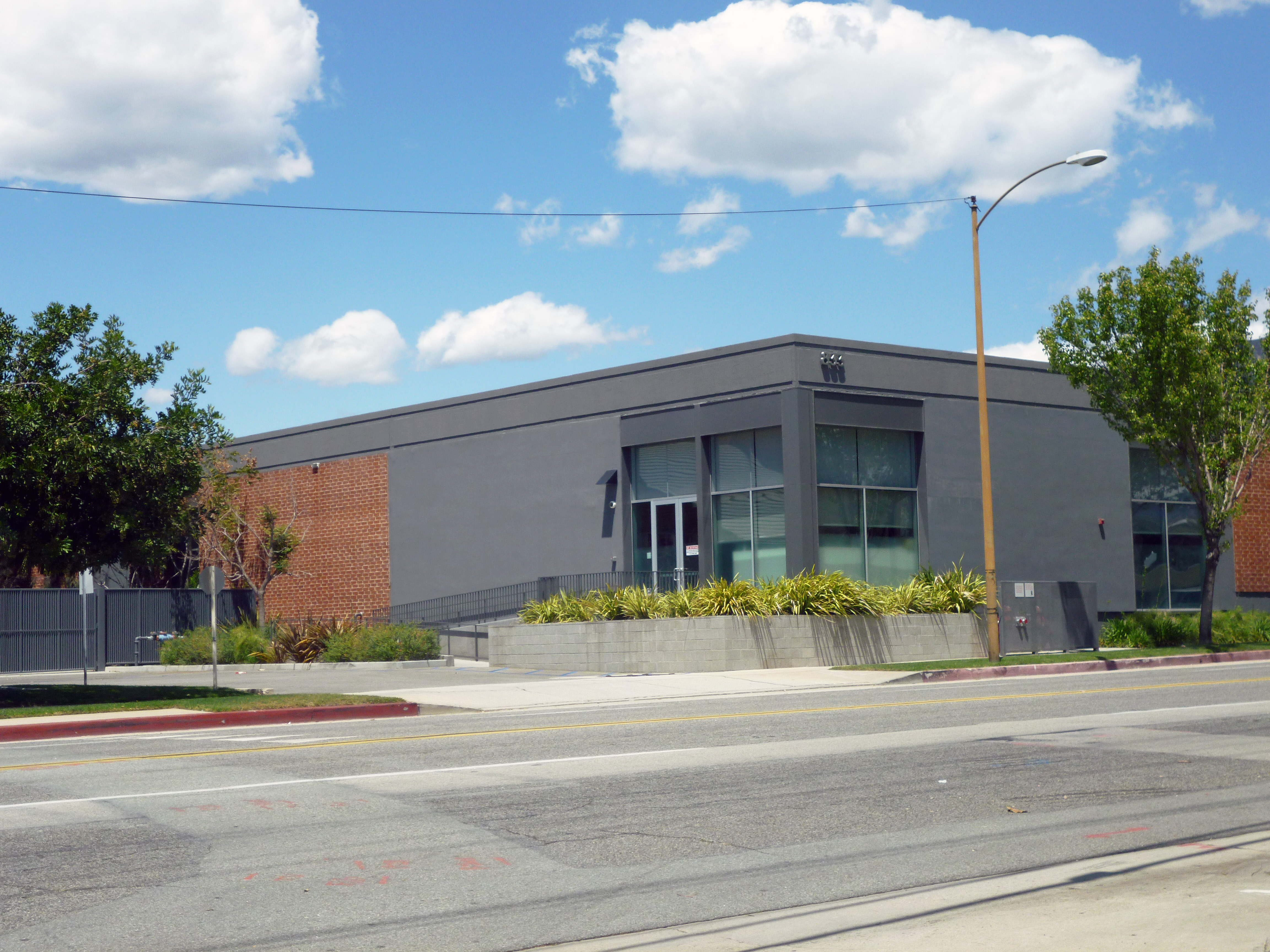
Le 833 Sonora Avenue hébergeant les DisneyToon Studios depuis 2011.
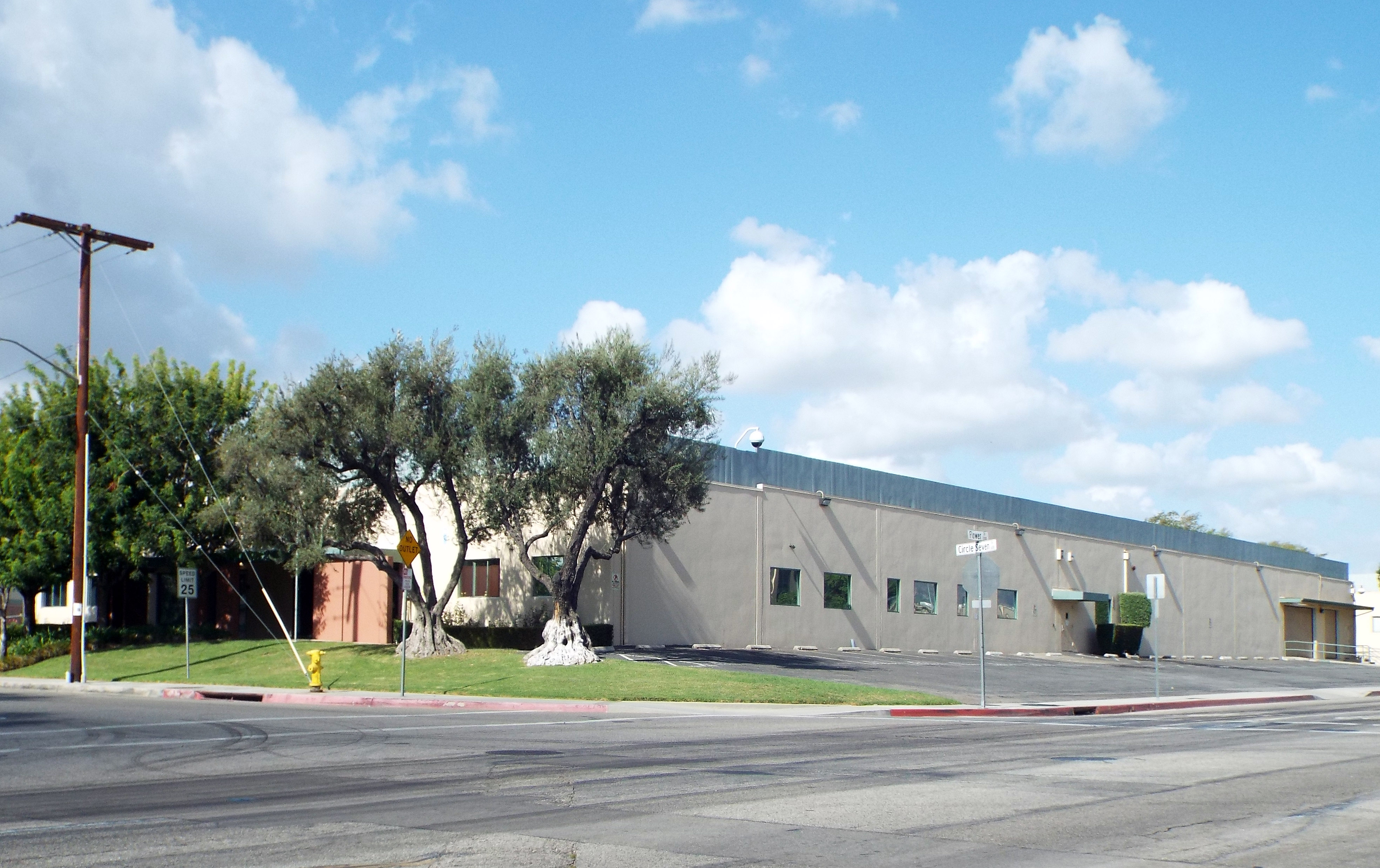
Le 623 Circle Seven Drive hébergeant les Marvel Animation.